# Vergine dei Sette Dolori
Vergine dei Sette Dolori è un dipinto presente a Lucca nella chiesa della Santissima Trinità.

## Storia
Non è certo che questo dipinto sia originariamente appartenuto a questa chiesa, poiché non è citato nel manoscritto conservato nell'Archivio Arcivescovile di Lucca, che anche se risulta dal 1684, venne aggiornato con i dipinti del Brugieri del settecento.

## Descrizione
L'opera raffigura la Vergine dei Dolori trafitta da sette spade, simbolo secondo della profezia di Simeone che aveva enunciato “Egli è qui per la rovina e la resurrezione di molti in Israele, segno di contraddizione perché siano svelati i pensieri di molti cuori. E anche a te una spada trafiggerà l'anima” (Luca, 2,2 34-35). Gli altri dolori subiti dalla Vergine riguardano la crocifissione di Cristo, la Deposizione dalla croce e l'ascensione, la separazione definitiva di Gesù dalla madre, La fuga in Egitto, aver perso Gesù a Gerusalemme quando quest'ultimo era impegnato nella Disputa dei Dottori. Ma più di tutti l'intenzione era quella di esprimere la pena più grande della Madonna, ovvero la perdita del figlio, infatti la tela è ricca di elementi che ricordano la morte di Gesù Cristo. In quest'opera si intravede meglio l'amicizia che lega G. Marracci a Antonio Franchi, col quale si scambiavano opinioni o materiale artistico.